# 보어덤스
보어덤스(ボアダムス, BOREDOMS・V∞REDOMS)는 1986년 일본의 오사카에서 야마타카 아이를 주축으로 결성된 록 그룹이다. 해외에선 너바나의 미국투어 오프닝을 했었고 벡의 Midnite Vultures 앨범 자켓을 담당해서 알려져있다

## 개요
멤버 각자가 개성있고 돌출행동을 하는 것으로 유명하며 다들 자유로운 출입을 허용하기 때문에 앨범에 표기되는 인물도 바뀌는 경우가 많다. 그리고 멤버들이 솔로작업이나 다른 뮤지션과의 협력을 하는 경우가 많아 관련 뮤지션이 많다. 현재는 V∞REDOMS라는 이름으로 알려져있고 두대의 드럼과 한명의 DJ로 공연하고 있다.
초기 음악은 노이즈 뮤직, 하드코어 펑크 사운드를 지향했는데 앨범 SUPER GO 이후 컨템포러리 포크 음악 등을 받아들여 태양숭배 트랜스 음악을 하는 등 음악성이 많이 바뀌었다. 소닉 유스 너바나 등 초기 그런지 사운드부터 비스티 보이즈 (힙합 그룹), 에이펙스 트윈까지 교류의 범위도 넓다. 해외 음악 페스티벌에 초청되는 경우도 꽤 있다.

## 음악
- 1987 恐山のストゥージス狂
- 1989 ソウル・ディスチャージ'99
- 1992 POP TATARI
- 1993 SUPER ROOTS
- 1993 WOW2
- 1994 Chocolate Synthesizer
- 1994 SUPER ROOTS 3
- 1995 SUPER ROOTS 5
- 1996 SUPER ROOTS 6
- 1998년 5월 25일: スーパー アー
- 1998년 11월 26일: SUPER ROOTS 7
- 1999년 2월 24일: SUPER ROOTS 8
- 1999년 10월 27일: VISION CREATION NEWSUN
- 2000년 9월 27일: リボア vol.1 compile&DJ
- 2000년 11월 22일: mixed by UNKLE for UNKL:E NTE
- 2000년 11월 22일: リボア vol.2 compiled & DJ
- 2001년 2월 21일: mixed by ケン・イシイ
- 2001년 2월 21일: リボア vol.3 compiled & DJ
- 2001년 3월 14일: mixed by DJ KRUSH
- 2001년 5월 23일: REBORE VOL.0 VISION RECREATION BY EYE
- 2004년 9월 23일: SEADRUM/HOUSE OF SUN
- 2007년 3월 28일: SUPER ROOTS 9
- 2007년 12월 19일: LIVE AT SUNFLANCISCO MAY 2005
- 2008년 11월 26일: 77 BOADRUM
- 2009년 1월 28일: SUPER ROOTS 10